# Groupe B de la Ligue des champions masculine de l'EHF 2015-2016
Navigation
2014-2015 2016-2017
Cet article détaille les matchs du Groupe B de la phase de groupe du Ligue des champions 2015-2016 de handball organisée par la Fédération européenne de handball du 16 septembre 2015 au 6 mars 2016.
-
L'équipe terminant première sa poule est directement qualifiée pour les quarts de finale, les équipes classées de la 2e à la 6e place sont qualifiées pour les huitièmes de finale et les équipes classées aux 7e et 8e places sont éliminées.

## Classement
|   | Équipe               | Pts | J  | G  | N | P  | Bp  | Bc  | Diff | Dép |  | Résultats (dom.\ext.) |       |       |       |       |       |       |       |       |
| - | -------------------- | --- | -- | -- | - | -- | --- | --- | ---- | --- |  | --------------------- | ----- | ----- | ----- | ----- | ----- | ----- | ----- | ----- |
| 1 | FC Barcelone         | 23  | 14 | 11 | 1 | 2  | 423 | 372 | 51   | -   |  | Barcelone             |       | 31-33 | 31-30 | 26-20 | 30-25 | 37-27 | 34-32 | 28-25 |
| 2 | KS Kielce            | 21  | 14 | 9  | 3 | 2  | 425 | 399 | 26   | -   |  | Kielce                | 30-30 |       | 23-20 | 28-27 | 27-26 | 30-23 | 35-27 | 33-31 |
| 3 | Vardar Skopje        | 18  | 14 | 9  | 0 | 5  | 416 | 373 | 43   | -   |  | Vardar                | 25-27 | 34-24 |       | 25-19 | 27-23 | 34-26 | 38-31 | 34-24 |
| 4 | Rhein-Neckar Löwen   | 17  | 14 | 8  | 1 | 5  | 369 | 353 | 16   | -   |  | RNL                   | 22-21 | 32-32 | 28-27 |       | 30-25 | 25-21 | 29-20 | 24-20 |
| 5 | SC Pick Szeged       | 15  | 14 | 7  | 1 | 6  | 404 | 390 | 14   | -   |  | Szeged                | 28-30 | 31-30 | 29-31 | 30-24 |       | 28-27 | 35-28 | 34-23 |
| 6 | Montpellier Handball | 7   | 14 | 3  | 1 | 10 | 372 | 413 | -41  | 2G  |  | Montpellier           | 23-31 | 27-32 | 25-30 | 28-30 | 29-29 |       | 30-26 | 30-25 |
| 7 | IFK Kristianstad     | 7   | 14 | 3  | 1 | 10 | 409 | 437 | -28  | 2P  |  | Kristianstad          | 24-31 | 35-35 | 25-30 | 32-29 | 32-34 | 29-30 |       | 33-26 |
| 8 | KIF Copenhague       | 4   | 14 | 2  | 0 | 12 | 348 | 429 | -81  | -   |  | Copenhague            | 28-36 | 25-33 | 33-31 | 18-30 | 22-27 | 27-26 | 21-30 |       |

| Légende liée au classement - Qualifié pour les quarts de finale - Qualifié pour les huitièmes de finale - Éliminé de la compétition | Légende liée aux scores - Victoire à domicile - Match nul - Défaite à domicile |

## Détail des matchs

### Journée 1
| 16 septembre 2015 19h00 | IFK Kristianstad    | 33–26   | KIF Copenhague          | Kristianstad Arena, Kristianstad Affluence : 4 168 Arbitrage : Elíasson, Pálsson |
| 16 septembre 2015 19h00 | Kristian Bjørnsen 9 | (16–10) | Konstantine Igropoulo 6 | Kristianstad Arena, Kristianstad Affluence : 4 168 Arbitrage : Elíasson, Pálsson |
| 16 septembre 2015 19h00 | ×3 ×5               | Rapport | ×3 ×2                   | Kristianstad Arena, Kristianstad Affluence : 4 168 Arbitrage : Elíasson, Pálsson |

| 20 septembre 2015 16h30 | SC Pick Szeged | 31–30   | KS Kielce           | Városi Sportcsarnok, Szeged Affluence : 3 000 Arbitrage : Raluy, Sabroso |
| 20 septembre 2015 16h30 | Dean Bombač 11 | (17–14) | Julen Aguinagalde 6 | Városi Sportcsarnok, Szeged Affluence : 3 000 Arbitrage : Raluy, Sabroso |
| 20 septembre 2015 16h30 | ×3 ×8          | Rapport | ×3 ×1               | Városi Sportcsarnok, Szeged Affluence : 3 000 Arbitrage : Raluy, Sabroso |

| 20 septembre 2015 17h00 | Montpellier Handball | 25–30   | Vardar Skopje      | Park&Suites Arena, Montpellier Affluence : 2 700 Arbitrage : Togstad, Kristiansen |
| 20 septembre 2015 17h00 | Dragan Gajić 8       | (12–9)  | Dibirov, Maqueda 6 | Park&Suites Arena, Montpellier Affluence : 2 700 Arbitrage : Togstad, Kristiansen |
| 20 septembre 2015 17h00 | ×3 ×4                | Rapport | ×3 ×4              | Park&Suites Arena, Montpellier Affluence : 2 700 Arbitrage : Togstad, Kristiansen |

| 20 septembre 2015 19h30 | Rhein-Neckar Löwen | 22–21   | FC Barcelone    | SAP Arena, Mannheim Affluence : 7 361 Arbitrage : Nikolov, Nachevski |
| 20 septembre 2015 19h30 | Uwe Gensheimer 6   | (10–9)  | Kiril Lazarov 6 | SAP Arena, Mannheim Affluence : 7 361 Arbitrage : Nikolov, Nachevski |
| 20 septembre 2015 19h30 | ×3 ×1              | Rapport | ×3              | SAP Arena, Mannheim Affluence : 7 361 Arbitrage : Nikolov, Nachevski |

### Journée 2
| 26 septembre 2015 16h15 | KS Kielce        | 30 - 23   | Montpellier Handball | Hala Legionów, Kielce Affluence : 4 200 Arbitrage : Gousko, Repkin |
| 26 septembre 2015 16h15 | Karol Bielecki 7 | (12 - 11) | Jure Dolenec 6       | Hala Legionów, Kielce Affluence : 4 200 Arbitrage : Gousko, Repkin |
| 26 septembre 2015 16h15 | ×3 ×1            | Rapport   | ×3 ×5                | Hala Legionów, Kielce Affluence : 4 200 Arbitrage : Gousko, Repkin |

| 26 septembre 2015 18h45 | FC Barcelone   | 34 - 32   | IFK Kristianstad     | Palau Blaugrana, Barcelone Affluence : 3 109 Arbitrage : Lah, Sok |
| 26 septembre 2015 18h45 | Wael Jallouz 6 | (17 - 16) | Kristian Bjørnsen 11 | Palau Blaugrana, Barcelone Affluence : 3 109 Arbitrage : Lah, Sok |
| 26 septembre 2015 18h45 | ×3 ×1          | Rapport   | ×3                   | Palau Blaugrana, Barcelone Affluence : 3 109 Arbitrage : Lah, Sok |

| 27 septembre 2015 16h50 | KIF Copenhague           | 18 – 30  | Rhein-Neckar Löwen | Brøndby Hall, Brøndby Affluence : 2 413 Arbitrage : Stevann Pichon, Laurent Reveret |
| 27 septembre 2015 16h50 | Kasper Irming Andersen 4 | (8 - 12) | Reinkind, Schmid 6 | Brøndby Hall, Brøndby Affluence : 2 413 Arbitrage : Stevann Pichon, Laurent Reveret |
| 27 septembre 2015 16h50 | ×3                       | Rapport  | ×3 ×5              | Brøndby Hall, Brøndby Affluence : 2 413 Arbitrage : Stevann Pichon, Laurent Reveret |

| 27 septembre 2015 17h30 | Vardar Skopje  | 27 - 23   | SC Pick Szeged  | CS Yané Sandanski, Skopje Arbitrage : Baďura, Ondogrecula |
| 27 septembre 2015 17h30 | Igor Karačić 5 | (11 - 11) | Jonas Källman 6 | CS Yané Sandanski, Skopje Arbitrage : Baďura, Ondogrecula |
| 27 septembre 2015 17h30 | ×3 ×2          | Rapport   | ×2 ×3           | CS Yané Sandanski, Skopje Arbitrage : Baďura, Ondogrecula |

### Journée 3
| 30 septembre 2015 18h30 | Rhein-Neckar Löwen          | 32 - 32   | KS Kielce        | SAP Arena, Mannheim Affluence : 3 500 Arbitrage : Gubica, Milošević |
| 30 septembre 2015 18h30 | Ekdahl du Rietz, Reinkind 6 | (19 - 15) | Michał Jurecki 9 | SAP Arena, Mannheim Affluence : 3 500 Arbitrage : Gubica, Milošević |
| 30 septembre 2015 18h30 | ×3 ×4                       | Rapport   | ×3 ×2            | SAP Arena, Mannheim Affluence : 3 500 Arbitrage : Gubica, Milošević |

| 4 octobre 2015 16h30 | IFK Kristianstad  | 25 - 30   | Vardar Skopje     | Kristianstad Arena, Kristianstad Affluence : 4 946 Arbitrage : Erdoğan, Özdeniz |
| 4 octobre 2015 16h30 | Jerry Tollbring 7 | (13 - 15) | Dibirov, Toskić 7 | Kristianstad Arena, Kristianstad Affluence : 4 946 Arbitrage : Erdoğan, Özdeniz |
| 4 octobre 2015 16h30 | ×3                | Rapport   | ×3 ×4             | Kristianstad Arena, Kristianstad Affluence : 4 946 Arbitrage : Erdoğan, Özdeniz |

| 4 octobre 2015 17h00 | Montpellier Handball | 30 - 25   | KIF Copenhague               | Palais des sports René-Bougnol, Montpellier Affluence : 2 900 Arbitrage : Krstič, Ljubič |
| 4 octobre 2015 17h00 | Borut Mačkovšek 9    | (14 - 14) | Andersson, Irming Andersen 9 | Palais des sports René-Bougnol, Montpellier Affluence : 2 900 Arbitrage : Krstič, Ljubič |
| 4 octobre 2015 17h00 | ×2                   | Rapport   | ×3 ×5                        | Palais des sports René-Bougnol, Montpellier Affluence : 2 900 Arbitrage : Krstič, Ljubič |

| 4 octobre 2015 17h00 | SC Pick Szeged    | 28 - 30   | FC Barcelone | Városi Sportcsarnok, Szeged Affluence : 3 200 Arbitrage : Caçador, Nicolau |
| 4 octobre 2015 17h00 | Balogh, Källman 7 | (12 - 13) | 4 joueurs 5  | Városi Sportcsarnok, Szeged Affluence : 3 200 Arbitrage : Caçador, Nicolau |
| 4 octobre 2015 17h00 | ×3 ×2             | Rapport   | ×3 ×4        | Városi Sportcsarnok, Szeged Affluence : 3 200 Arbitrage : Caçador, Nicolau |

### Journée 4
| 10 octobre 2015 16h00 | KS Kielce           | 35 - 27   | IFK Kristianstad    | Hala Legionów, Kielce Affluence : 4 200 Arbitrage : Horváth, Marton |
| 10 octobre 2015 16h00 | Julen Aguinagalde 6 | (20 - 12) | Kristian Bjørnsen 6 | Hala Legionów, Kielce Affluence : 4 200 Arbitrage : Horváth, Marton |
| 10 octobre 2015 16h00 | ×3                  | Rapport   | ×3 ×5               | Hala Legionów, Kielce Affluence : 4 200 Arbitrage : Horváth, Marton |

| 10 octobre 2015 17h30 | Vardar Skopje     | 25 - 19   | Rhein-Neckar Löwen   | CS Yané Sandanski, Skopje Affluence : 5 500 Arbitrage : Dinu, Din |
| 10 octobre 2015 17h30 | Alex Dujshebaev 7 | (11 - 10) | Mads Mensah Larsen 7 | CS Yané Sandanski, Skopje Affluence : 5 500 Arbitrage : Dinu, Din |
| 10 octobre 2015 17h30 | ×3 ×1             | Rapport   | ×3 ×2                | CS Yané Sandanski, Skopje Affluence : 5 500 Arbitrage : Dinu, Din |

| 10 octobre 2015 19h00 | FC Barcelone     | 37 - 27   | Montpellier Handball | Palau Blaugrana, Barcelone Affluence : 3 014 Arbitrage : Stark, Ştefan |
| 10 octobre 2015 19h00 | Kiril Lazarov 12 | (19 - 12) | Dragan Gajić 8       | Palau Blaugrana, Barcelone Affluence : 3 014 Arbitrage : Stark, Ştefan |
| 10 octobre 2015 19h00 | ×2 ×5            | Rapport   | ×3 ×4                | Palau Blaugrana, Barcelone Affluence : 3 014 Arbitrage : Stark, Ştefan |

| 11 octobre 2015 16h50 | KIF Copenhague   | 22 - 27  | SC Pick Szeged  | Brøndby Hall, Brøndby Affluence : 4 042 Arbitrage : Gousko, Repkin |
| 11 octobre 2015 16h50 | Bo Spellerberg 8 | (9 - 16) | Jonas Källman 5 | Brøndby Hall, Brøndby Affluence : 4 042 Arbitrage : Gousko, Repkin |
| 11 octobre 2015 16h50 | ×3 ×2            | Rapport  | ×3 ×2           | Brøndby Hall, Brøndby Affluence : 4 042 Arbitrage : Gousko, Repkin |

### Journée 5
| 17 octobre 2015 17h00 | Montpellier Handball | 30 - 26 | IFK Kristianstad    | Park&Suites Arena, Montpellier Affluence : 2 700 Arbitrage : Pavićević, Ražnatović |
| 17 octobre 2015 17h00 | Jure Dolenec 8       |         | Kristian Bjørnsen 8 | Park&Suites Arena, Montpellier Affluence : 2 700 Arbitrage : Pavićević, Ražnatović |
| 17 octobre 2015 17h00 | ×3 ×4                | Rapport | ×3 ×7               | Park&Suites Arena, Montpellier Affluence : 2 700 Arbitrage : Pavićević, Ražnatović |

| 17 octobre 2015 17h30 | Rhein-Neckar Löwen | 30 - 25   | SC Pick Szeged   | SAP Arena, Mannheim Affluence : 4 068 Arbitrage : Nikolić, Stojković |
| 17 octobre 2015 17h30 | Andy Schmid 7      | (13 - 13) | Balogh, Bombač 5 | SAP Arena, Mannheim Affluence : 4 068 Arbitrage : Nikolić, Stojković |
| 17 octobre 2015 17h30 | ×4 ×3              | Rapport   | ×3 ×4            | SAP Arena, Mannheim Affluence : 4 068 Arbitrage : Nikolić, Stojković |

| 17 octobre 2015 18h00 | KS Kielce        | 30 - 30   | FC Barcelone    | Hala Legionów, Kielce Affluence : 4 200 Arbitrage : Krstič, Ljubič |
| 17 octobre 2015 18h00 | Michał Jurecki 7 | (14 - 17) | Kiril Lazarov 7 | Hala Legionów, Kielce Affluence : 4 200 Arbitrage : Krstič, Ljubič |
| 17 octobre 2015 18h00 | ×2 ×3 ×1         | Rapport   | ×3              | Hala Legionów, Kielce Affluence : 4 200 Arbitrage : Krstič, Ljubič |

| 18 octobre 2015 16h50 | KIF Copenhague     | 33 – 31   | Vardar Skopje      | Brøndby Hall, Brøndby Affluence : 2 948 Arbitrage : Dobrovits, Tájok |
| 18 octobre 2015 16h50 | Lasse Andersson 10 | (17 - 15) | Dibirov, Maqueda 7 | Brøndby Hall, Brøndby Affluence : 2 948 Arbitrage : Dobrovits, Tájok |
| 18 octobre 2015 16h50 | ×2 ×4              | Rapport   | ×2 ×5              | Brøndby Hall, Brøndby Affluence : 2 948 Arbitrage : Dobrovits, Tájok |

### Journée 6
| 22 octobre 2015 19h30 | IFK Kristianstad | 32 - 29   | Rhein-Neckar Löwen | Kristianstad Arena, Kristianstad Affluence : 4 531 Arbitrage : Gousko, Andrei |
| 22 octobre 2015 19h30 | Iman Jamali 8    | (20 - 12) | Andy Schmid 7      | Kristianstad Arena, Kristianstad Affluence : 4 531 Arbitrage : Gousko, Andrei |
| 22 octobre 2015 19h30 | ×3 ×5            | Rapport   | ×3 ×5              | Kristianstad Arena, Kristianstad Affluence : 4 531 Arbitrage : Gousko, Andrei |

| 24 octobre 2015 17h00 | SC Pick Szeged | 28 - 27   | Montpellier Handball | Városi Sportcsarnok, Szeged Affluence : 3 200 Arbitrage : Gubica, Milošević |
| 24 octobre 2015 17h00 | Dean Bombač 8  | (14 – 14) | Jure Dolenec 6       | Városi Sportcsarnok, Szeged Affluence : 3 200 Arbitrage : Gubica, Milošević |
| 24 octobre 2015 17h00 | ×3 ×4          | Rapport   | ×3 ×5 ×1             | Városi Sportcsarnok, Szeged Affluence : 3 200 Arbitrage : Gubica, Milošević |

| 24 octobre 2015 17h30 | Vardar Skopje    | 34 - 24   | KS Kielce           | CS Yané Sandanski, Skopje Affluence : 6 000 Arbitrage : Stolarovs, Zigmars |
| 24 octobre 2015 17h30 | Timour Dibirov 8 | (18 - 14) | Julen Aguinagalde 6 | CS Yané Sandanski, Skopje Affluence : 6 000 Arbitrage : Stolarovs, Zigmars |
| 24 octobre 2015 17h30 | ×2 ×5            | Rapport   | ×3 ×7               | CS Yané Sandanski, Skopje Affluence : 6 000 Arbitrage : Stolarovs, Zigmars |

| 24 octobre 2015 20h05 | FC Barcelone     | 28 – 25   | KIF Copenhague    | Palau Blaugrana, Barcelone Affluence : 3 074 Arbitrage : Geipel, Helbig |
| 24 octobre 2015 20h05 | Kiril Lazarov 10 | (11 – 13) | Lasse Andersson 8 | Palau Blaugrana, Barcelone Affluence : 3 074 Arbitrage : Geipel, Helbig |
| 24 octobre 2015 20h05 | ×2 ×4            | Rapport   | ×3 ×4             | Palau Blaugrana, Barcelone Affluence : 3 074 Arbitrage : Geipel, Helbig |

### Journée 7
| 14 novembre 2015 19:00 | SC Pick Szeged  | 35–28   | IFK Kristianstad | Városi Sportcsarnok, Szeged Affluence : 3 000 Arbitrage : Zotin, Volodkov |
| 14 novembre 2015 19:00 | Jonas Källman 8 | (19–14) | Iman Jamali 8    | Városi Sportcsarnok, Szeged Affluence : 3 000 Arbitrage : Zotin, Volodkov |
| 14 novembre 2015 19:00 | ×2 ×3           | Rapport | ×3 ×5            | Városi Sportcsarnok, Szeged Affluence : 3 000 Arbitrage : Zotin, Volodkov |

| 14 novembre 2015 19:30 | FC Barcelone    | 31–30   | Vardar Skopje    | Palau Blaugrana, Barcelone Affluence : 3 908 Arbitrage : Horáček, Novotný |
| 14 novembre 2015 19:30 | Wael Jallouz 12 | (16–13) | Sergueï Gorbok 8 | Palau Blaugrana, Barcelone Affluence : 3 908 Arbitrage : Horáček, Novotný |
| 14 novembre 2015 19:30 | ×3 ×4           | Rapport | ×3               | Palau Blaugrana, Barcelone Affluence : 3 908 Arbitrage : Horáček, Novotný |

| 15 novembre 2015 15:00 | Montpellier Handball | 28–30   | Rhein-Neckar Löwen    | Park&Suites Arena, Montpellier Affluence : 6 000 Arbitrage : Santos, Fonseca |
| 15 novembre 2015 15:00 | quatre joueurs 4     | (15–16) | Kim Ekdahl du Rietz 7 | Park&Suites Arena, Montpellier Affluence : 6 000 Arbitrage : Santos, Fonseca |
| 15 novembre 2015 15:00 | ×3                   | Rapport | ×2                    | Park&Suites Arena, Montpellier Affluence : 6 000 Arbitrage : Santos, Fonseca |

| 15 novembre 2015 16:50 | KIF Copenhague    | 25–33   | KS Kielce        | Brøndby Hall, Brøndby Affluence : 4 000 Arbitrage : Jurinović, Mrvica |
| 15 novembre 2015 16:50 | Lasse Andersson 7 | (15–13) | Karol Bielecki 7 | Brøndby Hall, Brøndby Affluence : 4 000 Arbitrage : Jurinović, Mrvica |
| 15 novembre 2015 16:50 | ×3 ×2             | Rapport | ×2 ×1            | Brøndby Hall, Brøndby Affluence : 4 000 Arbitrage : Jurinović, Mrvica |

### Journée 8
| 18 novembre 2015 18:45 | Rhein-Neckar Löwen | 25–21   | Montpellier Handball | Fraport Arena, Francfort/Main Affluence : 3 409 Arbitrage : Hansen, Pettersen |
| 18 novembre 2015 18:45 | Patrick Groetzki 5 | (16–10) | Jure Dolenec 5       | Fraport Arena, Francfort/Main Affluence : 3 409 Arbitrage : Hansen, Pettersen |
| 18 novembre 2015 18:45 | ×3 ×2              | Rapport | ×3                   | Fraport Arena, Francfort/Main Affluence : 3 409 Arbitrage : Hansen, Pettersen |

| 18 novembre 2015 19:00 | IFK Kristianstad | 32–34   | SC Pick Szeged | Kristianstad Arena, Kristianstad Affluence : 4 793 Arbitrage : Krstič, Ljubič |
| 18 novembre 2015 19:00 | Iman Jamali 10   | (19–16) | Dean Bombač 13 | Kristianstad Arena, Kristianstad Affluence : 4 793 Arbitrage : Krstič, Ljubič |
| 18 novembre 2015 19:00 | ×3 ×5            | Rapport | ×3 ×4 ×1       | Kristianstad Arena, Kristianstad Affluence : 4 793 Arbitrage : Krstič, Ljubič |

| 22 novembre 2015 17:45 | Vardar Skopje    | 25–27   | FC Barcelone   | CS Yané Sandanski, Skopje Affluence : 5 500 Arbitrage : Gjeding, Hansen |
| 22 novembre 2015 17:45 | Sergueï Gorbok 5 | (15–12) | Wael Jallouz 8 | CS Yané Sandanski, Skopje Affluence : 5 500 Arbitrage : Gjeding, Hansen |
| 22 novembre 2015 17:45 | ×3 ×2            | Rapport | ×2             | CS Yané Sandanski, Skopje Affluence : 5 500 Arbitrage : Gjeding, Hansen |

| 22 novembre 2015 19:00 | Kielce           | 33–31   | KIF Copenhague    | Hala Legionów, Kielce Affluence : 4 200 Arbitrage : Pavićević, Ražnatović |
| 22 novembre 2015 19:00 | Karol Bielecki 8 | (13–14) | Bo Spellerberg 10 | Hala Legionów, Kielce Affluence : 4 200 Arbitrage : Pavićević, Ražnatović |
| 22 novembre 2015 19:00 | ×2               | Rapport | ×3 ×4             | Hala Legionów, Kielce Affluence : 4 200 Arbitrage : Pavićević, Ražnatović |

### Journée 9
| 26 novembre 2015 20h45 | Rhein-Neckar Löwen | 29–20   | IFK Kristianstad  | Fraport Arena, Francfort-sur-le-Main Affluence : 1 868 Arbitrage : Horáček, Novotný |
| 26 novembre 2015 20h45 | Andy Schmid 11     | (15–10) | Jerry Tollbring 5 | Fraport Arena, Francfort-sur-le-Main Affluence : 1 868 Arbitrage : Horáček, Novotný |
| 26 novembre 2015 20h45 | ×2 ×1              | Rapport | ×3 ×4             | Fraport Arena, Francfort-sur-le-Main Affluence : 1 868 Arbitrage : Horáček, Novotný |

| 28 novembre 2015 16h00 | KS Kielce        | 23–20   | Vardar Skopje      | Hala Legionów, Kielce Affluence : 4 200 Arbitrage : Santos, Fonseca |
| 28 novembre 2015 16h00 | Michał Jurecki 5 | (10–6)  | Gorbok, Marsenić 5 | Hala Legionów, Kielce Affluence : 4 200 Arbitrage : Santos, Fonseca |
| 28 novembre 2015 16h00 | ×3 ×1            | Rapport | ×3 ×4              | Hala Legionów, Kielce Affluence : 4 200 Arbitrage : Santos, Fonseca |

| 29 novembre 2015 16h50 | KIF Copenhague   | 28–36   | FC Barcelone   | Brøndby Hall, Brøndby Affluence : 4 911 Arbitrage : Baďura, Ondogrecula |
| 29 novembre 2015 16h50 | Bo Spellerberg 7 | (15–16) | Wael Jallouz 9 | Brøndby Hall, Brøndby Affluence : 4 911 Arbitrage : Baďura, Ondogrecula |
| 29 novembre 2015 16h50 | ×3 ×2            | Rapport | ×3             | Brøndby Hall, Brøndby Affluence : 4 911 Arbitrage : Baďura, Ondogrecula |

| 29 novembre 2015 17h00 | Montpellier Handball | 29–29   | SC Pick Szeged | Park&Suites Arena, Montpellier Affluence : 2 850 Arbitrage : Dinu, Din |
| 29 novembre 2015 17h00 | Jure Dolenec 8       | (17–17) | Dean Bombač 9  | Park&Suites Arena, Montpellier Affluence : 2 850 Arbitrage : Dinu, Din |
| 29 novembre 2015 17h00 | ×2 ×7                | Rapport | ×3 ×5          | Park&Suites Arena, Montpellier Affluence : 2 850 Arbitrage : Dinu, Din |

### Journée 10
| 5 décembre 2015 18h30 | FC Barcelone     | 31 - 33   | KS Kielce        | Palau Blaugrana, Barcelone Affluence : 4 231 Arbitrage : Togstad, Kristiansen |
| 5 décembre 2015 18h30 | Kiril Lazarov 11 | (19 - 16) | Karol Bielecki 9 | Palau Blaugrana, Barcelone Affluence : 4 231 Arbitrage : Togstad, Kristiansen |
| 5 décembre 2015 18h30 | ×3               | Rapport   | ×3 ×4            | Palau Blaugrana, Barcelone Affluence : 4 231 Arbitrage : Togstad, Kristiansen |

| 5 décembre 2015 17h30 | Vardar Skopje                      | 34 - 24  | KIF Copenhague   | CS Yané Sandanski, Skopje Affluence : 4 000 Arbitrage : Kiyashko, Kiselev |
| 5 décembre 2015 17h30 | Brumen, Cindrić, Dibirov, Toskić 4 | (18 - 8) | Bo Spellerberg 6 | CS Yané Sandanski, Skopje Affluence : 4 000 Arbitrage : Kiyashko, Kiselev |
| 5 décembre 2015 17h30 | ×3                                 | Rapport  | ×2 ×1            | CS Yané Sandanski, Skopje Affluence : 4 000 Arbitrage : Kiyashko, Kiselev |

| 5 décembre 2015 20h45 | SC Pick Szeged | 30 - 24   | Rhein-Neckar Löwen   | Városi Sportcsarnok, Szeged Affluence : 3 200 Arbitrage : Stolarovs, Licis |
| 5 décembre 2015 20h45 | Dean Bombač 11 | (14 - 12) | Mads Mensah Larsen 8 | Városi Sportcsarnok, Szeged Affluence : 3 200 Arbitrage : Stolarovs, Licis |
| 5 décembre 2015 20h45 | ×3 ×4          | Rapport   | ×2 ×5                | Városi Sportcsarnok, Szeged Affluence : 3 200 Arbitrage : Stolarovs, Licis |

| 5 décembre 2015 18h00 | IFK Kristianstad    | 29 - 30   | Montpellier Handball | Kristianstad Arena, Kristianstad Affluence : 4 851 Arbitrage : Brunovsky, Canda |
| 5 décembre 2015 18h00 | Andreas Cederholm 8 | (15 - 15) | Aymen Toumi 8        | Kristianstad Arena, Kristianstad Affluence : 4 851 Arbitrage : Brunovsky, Canda |
| 5 décembre 2015 18h00 | ×3                  | Rapport   | ×3 ×6                | Kristianstad Arena, Kristianstad Affluence : 4 851 Arbitrage : Brunovsky, Canda |

### Journée 11
| 11 février 2016 19h00 | IFK Kristianstad | 35 - 35 | KS Kielce           | Kristianstad Arena, Kristianstad Affluence : 4 653 Arbitrage : Baďura, Ondogrecula |
| 11 février 2016 19h00 | Iman Jamali, 8   | (17-19) | Tobias Reichmann, 9 | Kristianstad Arena, Kristianstad Affluence : 4 653 Arbitrage : Baďura, Ondogrecula |
| 11 février 2016 19h00 | ×2 ×3            | Rapport | ×3                  | Kristianstad Arena, Kristianstad Affluence : 4 653 Arbitrage : Baďura, Ondogrecula |

| 11 février 2016 19h30 | Rhein-Neckar Löwen | 28 - 27 | Vardar Skopje     | SAP Arena, Mannheim Affluence : 3 274 Arbitrage : Mažeika, Gatelis |
| 11 février 2016 19h30 | Andy Schmid, 10    | (14-15) | Sergueï Gorbok, 7 | SAP Arena, Mannheim Affluence : 3 274 Arbitrage : Mažeika, Gatelis |
| 11 février 2016 19h30 | ×3 ×1              | Rapport | ×3                | SAP Arena, Mannheim Affluence : 3 274 Arbitrage : Mažeika, Gatelis |

| 14 février 2016 17h00 | SC Pick Szeged   | 34 - 23   | KIF Copenhague    | Városi Sportcsarnok, Szeged Affluence : 3 100 Arbitrage : Horáček, Novotný |
| 14 février 2016 17h00 | Antonio García 6 | (18 - 13) | Lasse Andersson 5 | Városi Sportcsarnok, Szeged Affluence : 3 100 Arbitrage : Horáček, Novotný |
| 14 février 2016 17h00 | ×3 ×2            | Rapport   | ×3                | Városi Sportcsarnok, Szeged Affluence : 3 100 Arbitrage : Horáček, Novotný |

| 14 février 2016 17h00 | Montpellier Handball | 23 - 31   | FC Barcelone    | Park&Suites Arena, Montpellier Affluence : 7 500 Arbitrage : Gubica, Milošević |
| 14 février 2016 17h00 | Dragan Gajić 8       | (11 - 15) | Kiril Lazarov 9 | Park&Suites Arena, Montpellier Affluence : 7 500 Arbitrage : Gubica, Milošević |
| 14 février 2016 17h00 | ×3 ×2                | Rapport   | ×3 ×1           | Park&Suites Arena, Montpellier Affluence : 7 500 Arbitrage : Gubica, Milošević |

### Journée 12
| 20 février 2016 17h30 | Vardar Skopje   | 38 - 36 | IFK Kristianstad                 | CS Yané Sandanski, Skopje Affluence : 4 876 Arbitrage : Kaveshnikov, Plotnikov |
| 20 février 2016 17h30 | Luka Cindrić, 8 | (21-19) | Kristian Bjørnsen, Iman Jamali 7 | CS Yané Sandanski, Skopje Affluence : 4 876 Arbitrage : Kaveshnikov, Plotnikov |
| 20 février 2016 17h30 | ×3 ×1           | Rapport | ×3 ×2                            | CS Yané Sandanski, Skopje Affluence : 4 876 Arbitrage : Kaveshnikov, Plotnikov |

| 20 février 2016 17h30 | KS Kielce                   | 28 - 27 | Rhein-Neckar Löwen    | Hala Legionów, Kielce Affluence : 4 200 Arbitrage : Elíasson, Pálsson |
| 20 février 2016 17h30 | Denis Buntić, Ivan Čupić, 5 | (12-10) | Mads Mensah Larsen, 6 | Hala Legionów, Kielce Affluence : 4 200 Arbitrage : Elíasson, Pálsson |
| 20 février 2016 17h30 | ×3 ×4                       | Rapport | ×3 ×5                 | Hala Legionów, Kielce Affluence : 4 200 Arbitrage : Elíasson, Pálsson |

| 21 février 2016 16h50 | KIF Copenhague                        | 27 - 26 | Montpellier Handball | Kolding-Hallen, Kolding Affluence : 3 204 Arbitrage : Erdoğan, Özdeniz |
| 21 février 2016 16h50 | Konstantine Igropoulo, Torsten Laen 6 | (14–12) | Aymen Toumi 7        | Kolding-Hallen, Kolding Affluence : 3 204 Arbitrage : Erdoğan, Özdeniz |
| 21 février 2016 16h50 | ×3 ×2                                 | Rapport | ×3                   | Kolding-Hallen, Kolding Affluence : 3 204 Arbitrage : Erdoğan, Özdeniz |

| 21 février 2016 17h00 | FC Barcelone                  | 30 - 25 | SC Pick Szeged | Palau Blaugrana, Barcelone Affluence : 4 766 Arbitrage : Thierry Dentz, Denis Reibel |
| 21 février 2016 17h00 | Wael Jallouz, Kiril Lazarov 6 | (19–14) | Dean Bombač 6  | Palau Blaugrana, Barcelone Affluence : 4 766 Arbitrage : Thierry Dentz, Denis Reibel |
| 21 février 2016 17h00 | ×3 ×2                         | Rapport | ×3             | Palau Blaugrana, Barcelone Affluence : 4 766 Arbitrage : Thierry Dentz, Denis Reibel |

### Journée 13
| 25 février 2016 19h00 | IFK Kristianstad   | 24 - 31 | FC Barcelone     | Kristianstad Arena, Kristianstad Affluence : 5 112 Arbitrage : Horacek, Novotny |
| 25 février 2016 19h00 | Jerry Tollbring, 4 | (12-19) | Kiril Lazarov, 9 | Kristianstad Arena, Kristianstad Affluence : 5 112 Arbitrage : Horacek, Novotny |
| 25 février 2016 19h00 | ×3 ×2              | Rapport | ×1 ×3            | Kristianstad Arena, Kristianstad Affluence : 5 112 Arbitrage : Horacek, Novotny |

| 28 février 2016 17h30 | Montpellier Handball | 27 - 32 | KS Kielce     | Park&Suites Arena, Montpellier Affluence : 5 000 Arbitrage : Stolarovs, Licis |
| 28 février 2016 17h30 | Ludovic Fabregas, 5  | (16-17) | Ivan Čupić, 7 | Park&Suites Arena, Montpellier Affluence : 5 000 Arbitrage : Stolarovs, Licis |
| 28 février 2016 17h30 | ×3 ×2                | Rapport | ×3 ×4         | Park&Suites Arena, Montpellier Affluence : 5 000 Arbitrage : Stolarovs, Licis |

| 28 février 2016 17h30 | SC Pick Szeged | 29 - 31 | Vardar Skopje    | Városi Sportcsarnok, Szeged Affluence : 3 200 Arbitrage : Togstad, Kristiansen |
| 28 février 2016 17h30 | Dean Bombač, 7 | (14-13) | Jorge Maqueda, 8 | Városi Sportcsarnok, Szeged Affluence : 3 200 Arbitrage : Togstad, Kristiansen |
| 28 février 2016 17h30 | ×3 ×4          | Rapport | ×3 ×4            | Városi Sportcsarnok, Szeged Affluence : 3 200 Arbitrage : Togstad, Kristiansen |

| 28 février 2016 19h30 | Rhein-Neckar Löwen           | 24 - 20 | KIF Copenhague            | SAP Arena, Mannheim Affluence : 2 824 Arbitrage : Krstic, Ljubic |
| 28 février 2016 19h30 | Stefán Rafn Sigurmannsson, 7 | (12-11) | Andersson, Spellerberg, 5 | SAP Arena, Mannheim Affluence : 2 824 Arbitrage : Krstic, Ljubic |
| 28 février 2016 19h30 | ×3 ×1                        | Rapport | ×3                        | SAP Arena, Mannheim Affluence : 2 824 Arbitrage : Krstic, Ljubic |

### Journée 14
| 5 mars 2016 17h30 | Vardar Skopje           | 34 - 26   | Montpellier Handball | CS Yané Sandanski, Skopje Affluence : 5 000 Arbitrage : I. Covalciuc, A. Covalciuc |
| 5 mars 2016 17h30 | Dujshebaev & Manaskov 7 | (17 - 17) | Dragan Gajić 6       | CS Yané Sandanski, Skopje Affluence : 5 000 Arbitrage : I. Covalciuc, A. Covalciuc |
| 5 mars 2016 17h30 | ×2 ×1                   | Rapport   | ×3 ×2                | CS Yané Sandanski, Skopje Affluence : 5 000 Arbitrage : I. Covalciuc, A. Covalciuc |

| 5 mars 2016 20h30 | FC Barcelone        | 26 - 20   | Rhein-Neckar Löwen | Palau Blaugrana, Barcelone Affluence : 4 714 Arbitrage : Gjeding, Hansen |
| 5 mars 2016 20h30 | Jallouz & Lazarov 6 | (11 - 10) | Andy Schmid 5      | Palau Blaugrana, Barcelone Affluence : 4 714 Arbitrage : Gjeding, Hansen |
| 5 mars 2016 20h30 | ×2 ×3               | Rapport   | ×2                 | Palau Blaugrana, Barcelone Affluence : 4 714 Arbitrage : Gjeding, Hansen |

| 6 mars 2016 16h50 | KIF Copenhague           | 21 - 30   | IFK Kristianstad  | Brøndby Hall, Brøndby Affluence : 4 712 Arbitrage : Baumgart, Wild |
| 6 mars 2016 16h50 | Magnus Landin Jacobsen 5 | (13 - 11) | Jerry Tollbring 6 | Brøndby Hall, Brøndby Affluence : 4 712 Arbitrage : Baumgart, Wild |
| 6 mars 2016 16h50 | ×3 ×7 ×1                 | Rapport   | ×3 ×8 ×1          | Brøndby Hall, Brøndby Affluence : 4 712 Arbitrage : Baumgart, Wild |

| 6 mars 2016 18h00 | KS Kielce        | 27 - 26   | SC Pick Szeged           | Hala Legionów, Kielce Affluence : 4 200 Arbitrage : Brunovsky, Canda |
| 6 mars 2016 18h00 | Čupić & Štrlek 5 | (12 - 16) | Antonio García Robledo 6 | Hala Legionów, Kielce Affluence : 4 200 Arbitrage : Brunovsky, Canda |
| 6 mars 2016 18h00 | ×4 ×3            | Rapport   | ×3 ×4                    | Hala Legionów, Kielce Affluence : 4 200 Arbitrage : Brunovsky, Canda |